# Inferno (álbum de Marty Friedman)
Inferno es un álbum de estudio del guitarrista estadounidense Marty Friedman, publicado en el año 2014 por el sello Prosthetic Records.

## Lista de canciones
1. "Inferno"
2. "Resin"
3. "Wicked Panacea" (con. Rodrigo y Gabriela)
4. "Steroidhead"
5. "I Can't Relax" (con Danko Jones)
6. "Meat Hook" (con Jørgen Munkeby)
7. "Hyper Doom"
8. "Sociopaths" (con Dave Davidson)
9. "Lycanthrope" (con Danko Jones y Alexi Laiho)
10. "Undertow"
11. "Horrors" (con música de Jason Becker)
12. "Inferno" (Reprise)